# 永野明
永野 明（ながの あきら、1975年6月26日生まれ）は、日本のレスラー。ハンドサイクリスト。障害者市民活動家。障害者イベンター。福岡県生まれ。障害者プロレス団体「FORCE」代表。
2010年より「トッパ（突破）アスリート」の肩書きを使用。全ての壁をとっぱらい自分の壁さえも突破するという信念から生まれた。

## 人物・経歴
19歳で上京。永野が障害者レスラーとして活動するきっかけになったのは「無敵のハンディキャップ」（北島行徳著）を読んで感化され、1997年に障害者プロレス団体「ドッグレッグス」に入団。その後、選手として約4年の活動を経て、 2000年1月に彼の地元でもある福岡を拠点とした障害者プロレス団体「FORCE」設立。両団体で選手として活躍、障害者プロレス団体「FORCE」では代表も勤める。
ハンドサイクリストとしての一面も持ち、2005年に永野本人がテレビで、ハンドサイクルで100km走っている人がいるのを見て、「自分ならもっといける」と3年間トレーニングを積み、「プロハンドサイクリスト」として競技活動に専念し、2016年のリオパラリンピック出場を目指すが、2014年12月24日に交通事故に会い、長期リハビリのため戦線離脱。2020年を目標にトレーニングを開始している。
- 2008年10月10日～19日までの10日間で東京-福岡間1200kmを『TE-DEマラソン2008』と称し、完走。
- 2009年より平和活動として8月6日～8月9日（4日間）で広島・原爆ドーム-長崎・平和祈念像（約400KM）をリレーを組み走っている。さらに2010年には12日間で九州一周約1000KMを計画し、完走。
- 2010年10月、株式会社パステルラボとマネージメント契約締結。
- 2010年12月、メディカルネットサービス株式会社（現在の学校法人 国際学園）と所属選手契約。
- 2011年5月1日-6日、東京・日本橋-石川・金沢（約500KM）完走。
- 2011年9月25日-10月30日、北海道・宗谷岬-鹿児島・佐多岬（約3500KM）完走。
- 2013年1月、株式会社ジャコラとサプライヤー選手契約。
- 2013年5月、KT TAPE JAPANとサプライヤー選手契約。
- 2014年5月、ラジオ番組「RIO DE あいまSHOW！」開始（突破アスリート永野明のpower push radio→永野明の泡欲BARラジオ）（FM77.7 毎週火曜日21:00-21:55）。
- 2014年9月25日、「夢をかなえる 障害者アスリート」（新評論刊）出版。
- 2014年12月、よしもとクリエイティブエージェンシーにて「ふるさとアスリート」に採用。
- 2015年2月、有限会社 川原商会とサプライヤー選手契約。
- 2017年12月、株式会社えにしあ　取締役就任
- 2018年4月、一般社団法人未来アスリート発掘スポーツ推進協会　共同代表就任

## その他
2013年10月26日に、当時大阪市内で開催されていた第3回大阪マラソンに出場していた友人を応援するため、同市浪速区日本橋のビジネスホテルに宿泊していたが、その晩にホテル前に止めていたハンドサイクルが盗まれる事件があった。盗まれたハンドサイクルは、その後同市中央区難波千日前の路上で発見された。大阪府警が窃盗事件として捜査を行っている。